# 蓝乾福
蓝乾福（1918年2月—2010年11月20日），四川仪陇人，中国兽医寄生虫学家、政治人物，原内蒙古农牧学院兽医系主任，内蒙古自治区政协原副主席，中国农工民主党中央委员会原常务委员。

## 家庭
兄藍乾章等。